# Alcalá del Valle
Alcalá del Valle is een gemeente in de Spaanse provincie Cádiz in de regio Andalusië met een oppervlakte van 47 km². In 2007 telde Alcalá del Valle 5372 inwoners.

## Demografische ontwikkeling
Bron: INE, 1857-2011: volkstellingen